# Литовченко, Елена Александровна
Елена Владимировна Литовченко (род. 20 марта 1986, Москва) —  российская профессиональная волейболистка, диагональная волейбольного клуба «Локомотив».  Мастер спорта России.

## Биография
Елена Литовченко родилась в Москве. С 11 лет занималась волейболом. Её первым  профессиональным клубом стал столичный «Луч», в составе которого она дебютировала в российской суперлиге в возрасте 16 лет. Входила в расширенный состав юношеской и молодёжной сборных России с 2002 по 2005 годы.
В дальнейшем Литовченко выступала за  ряд турецких клубов. В 2017 подписала контракт с командой «Сахалин», выступающей в элитном дивизионе российского волейбола.
В сезоне 2018-2019 стара серебряным призёром чемпионата России (Суперлига) в составе калининградского «Локомотива».
Следующий сезон решила провести в Европе («ЧСМ Тырговиште», Румыния), где получила серьезную травму колена и была вынуждена завершить игровую карьеру. После восстановления вернулась в «Локомотив» в качестве менеджера клуба.

## Прямая речь
На себя и на игру надо всегда смотреть позитивно. Волейбол —  игра ошибок. Выигрывает тот, кто меньше ошибается.

## Достижения
- Серебряный призёр Высшей лиги «А»: 2011
- Серебряный призёр первой лиги Турции: 2015
- Обладатель Кубка Сибири и Дальнего Востока: 2017
- Серебряный призёр Чемпионата России: 2019